# 富热尔-维特雷区
富热尔-维特雷区（法語：arrondissement de Fougères-Vitré，2010年之前名为富热尔区 (Arrondissement de Fougères) ）是法国布列塔尼大区伊勒-维莱讷省的一个区。该区在2017年1月伊勒-维莱讷省的区重组之后有106个市镇。
维特雷区是1800年-1926年间存在的一个区，此后并入雷恩区。2010年10月，雷恩区中属原维特雷区的部分从雷恩区脱离，与富热尔区合并为富热尔-维特雷区。